# 라 벵간사 (1977년 텔레노벨라)
《라 벵간사》(스페인어: La venganza)은 1977년 방영된 멕시코의 텔레노벨라이다.